# Reidsville (Georgia)
Reidsville ist eine City im und Verwaltungssitz von Tattnall County im US-Bundesstaat Georgia.
Der Ort wurde nach dem Richter Robert E. Reid benannt.

## Geografie
Reidsville liegt nordwestlich im Tattnall County. Die Nachbarorte sind Collins,  Manassas und Bellville. Die nächste größere Stadt, Savannah, befindet sich etwa 112 Kilometer östlich, die Hauptstadt Georgias, Atlanta, etwa 325 Kilometer nordwestlich. Das Stadtgebiet erstreckt sich über eine Fläche von 7,7 km².

## Bevölkerung
Die Einwohnerzahl beträgt 2.235, davon 49,2 % Männer und 50,8 % Frauen (Stand: 2000). Im Vergleich zum Zensus 1990 ist die Bevölkerungszahl um 9,5 % zurückgegangen. Das Durchschnittsalter der Bürger von Reidsville beträgt 38,4 Jahre. 33,8 % der Einwohner sind Afroamerikaner und 57,6 % Weiße. Im Jahr 1999 betrug das durchschnittliche jährliche Pro-Kopf-Einkommen 14.625 Dollar, also deutlich unter dem US-Durchschnitt (21.587 Dollar). Etwa 27,2 % der Gesamtbevölkerung und 21,4 % der Familien leben unterhalb der Armutsgrenze. Damit ist der Anteil der Armen wesentlich höher als im Bundesdurchschnitt.

## Öffentliche Einrichtungen

### Schulen
Reidsville verfügt über eine öffentliche High School sowie eine Primary- und eine Elementary-School.

### Georgia State Penitentiary
Das State Penitentiary, Georgias zentrale Justizvollzugsanstalt im Süden der Stadt, wurde 1936 aus Marmor erbaut und ist heute das älteste Gefängnis des Staates. Es beherbergt einen ausgedehnten landwirtschaftlichen Betrieb und stellt für die Region einen wichtigen Wirtschaftsfaktor dar.

### State Park
Der Gordonia-Alatamaha State Park in Reidsville (früher: Reidsville State Park) ist ein Naturschutzgebiet mit einer Ausdehnung von etwa 1,87 km². Er wurde nach dem nahe gelegenen Fluss Altamaha und der in den 1770er Jahren entdeckten Pflanze Lost Gordonia benannt.